# Aspidophorodon vera
Aspidophorodon vera (лат.) — вид тлей рода Aspidophorodon из подсемейства Aphidinae. Эндемики Республики Алтай (Россия).

## Описание
Мелкие насекомые. Этот вид питается на нижней стороне листьев растения Пятилистник кустарниковый (Potentilla fruticosa). Отличается следующими признаками: спинные отростки присутствуют на VII—VIII тергитах брюшка,
грудь и I—IV тергиты брюшка без краевых отростков, трубочки длиннее кауды. Вид был впервые описан в 2010 году российскими энтомологами Андреем Стекольщиковым (Зоологический институт РАН, Санкт-Петербург) и Татьяной Новгородовой (Институт систематики и экологии животных СО РАН, Новосибирск) по типовым материалам из Алтая (Россия) и включён в подрод Eoessigia. Голова с тремя отростками на лбу; дорзум тела разнообразно украшен морщинками, неправильной полигональной сетчатостью, овальными или полукруглыми скульптурными линиями, мелкими сосочковидными бугорками; трубочки длинные и ложковидные, широкие в основании, слегка вздутые дистально, без фланца.